# James Tate (Dichter)

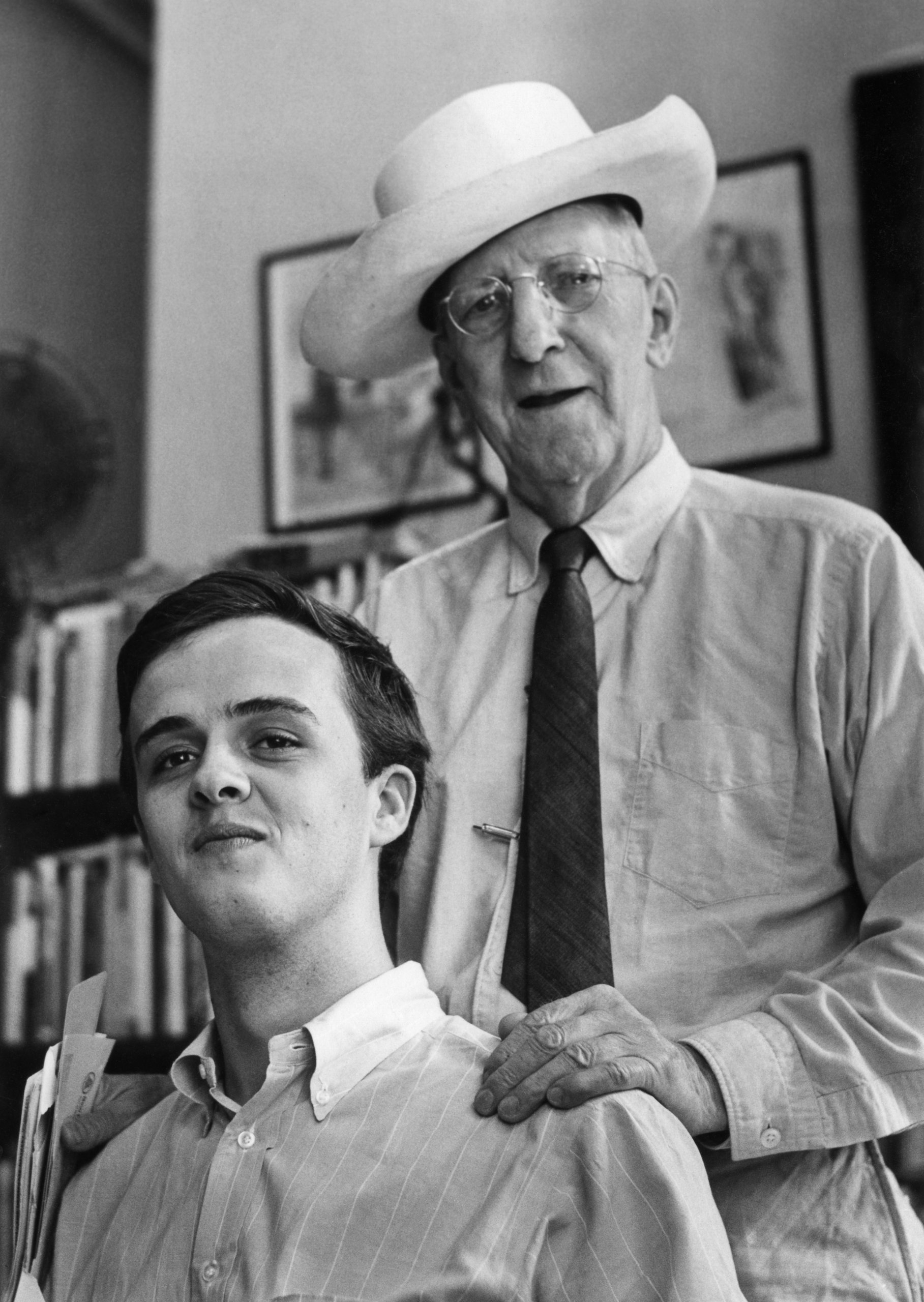
James Tate (links) im Grolier Bookshop in Harvard Square in den 1960er Jahren

James Vincent Tate (* 8. Dezember 1943 in Kansas City, Missouri; † 8. Juli 2015 in Springfield, Massachusetts) war ein US-amerikanischer Dichter und Hochschullehrer.

## Leben
James Tate wuchs als Halbwaise auf, da sein Vater als Pilot noch vor seiner Geburt während des Zweiten Weltkrieges 1943 bei einem Luftkampf über Deutschland abgeschossen wurde. Nach dem Schulbesuch studierte er am Kansas State College in Pittsburg und schloss dieses Studium 1965 mit einem Bachelor of Arts (B.A.) ab. Ein anschließendes postgraduales Studium an der University of Iowa beendete er 1967 mit einem Master of Fine Arts (MFA).
Im Jahr 1967 gab er sein Debüt als Dichter mit dem Gedichtband The Lost Pilot, in dem er den Verlust seines Vaters verarbeitete. Nach dem Erhalt eines Guggenheim-Stipendiums erschienen die beiden Bände The Oblivion Ha-Ha (1970) und Hints to Pilgrims (1971).
Tate, der seit 1971 eine Professur an der University of Massachusetts innehatte, war auch als Gastprofessor an der University of California, Berkeley, an der Columbia University sowie am Emerson College tätig.
In der Folgezeit erschienen die Gedichtbände Absences (1972), Viper Jazz (1976), Riven Doggeries (1979), Constant Defender (1983), Reckoner (1986), Distance From Loved Ones (1990) und Selected Poems (1991), für die ihm 1992 der Pulitzer-Preis für Dichtung verliehen wurde. Für den darauf folgenden Gedichtband Worshipful Company of Fletchers (1993) erhielt er 1994 den National Book Award in der Kategorie Lyrik.
Tate, der auch Mitglied der Poetry Society of America war, veröffentlichte zuletzt 1997 den Gedichtband Shroud of the Gnome. 2004 wurde er in die American Academy of Arts and Letters gewählt.